# Oddballs (telessérie de 2022)
Oddballs (também chamado de As Bizarras Aventuras de James e Max em Portugal) é uma série de televisão via streaming americana de comédia animada criada por James Rallison e Ethan Banville, baseada no canal do YouTube de Rallison, TheOdd1sOut. Produzida pela Atomic Cartoons e Netflix Animation, a série tem estreia prevista para 2022 na Netflix.

## Premissa
A história segue James, um menino em forma de bolha, cujas observações sobre a vida alimentam seus discursos cômicos sobre aborrecimentos cotidianos e os eleva a alturas ridiculamente absurdas. Junto com seus melhores amigos Max (um crocodilo falante) e Echo (uma garota que afirma ser do futuro), os esquemas ridículos de James que questionam as regras geralmente resultam em desastres.

## Elenco de voz
- James Rallison como James
- Julian Gant como Max
- Kimberly Brooks como Eco
- Gary Anthony Williams
- Carlos Faruolo

## Produção
Os criadores Rallison e Banville enviaram a série para a Netflix no início de 2020, com o serviço escolhendo a série em agosto daquele ano. De acordo com Rallison, toda a produção da série ocorreu remotamente, durante o confinamento dos estúdios durante a pandemia do COVID-19.
Rallison anunciou a série em um vídeo do YouTube em 23 de junho de 2022, além de revelar que o programa estreará no final do ano.